# Association des écrivains de Côte d'Ivoire
L'Association des écrivains de Côte d’Ivoire (AECI) est une structure associative littéraire de Côte d'Ivoire. Elle fut créée le 31 août 1986 par la fusion de deux structures d’écrivains ivoiriens : l’Association des poètes de Côte d’Ivoire (APOCI) et l’Union des poètes et écrivains ivoiriens (UPEI). L’AECI vise à promouvoir la littérature ivoirienne ainsi qu'à protéger les intérêts professionnels et économiques des auteurs,.
L'écrivaine Hélène Lobé la dirige depuis août 2022.

## Liste des dirigeants
- 1987-1996 Paul Ahizi
- 1996-1998 Tanella Boni
- 1998-2000 Josette Abondio
- 2000-2004 Maurice Bandaman
- 2004-2011  Foua Ernest de Saint Sauveur
- 2011-2016 Josué Guébo
- 2016 - 2022 Macaire Etty
- Depuis 2022  Hélène Lobé